# قلعة كردشت
قلعة كردشت هي قلعة تاريخية تعود إلى عصر القاجاريين، وتقع في كردشت.